# Route Stewart-Cassiar
Pour les articles homonymes, voir Route 37, Stewart et Cassiar.
La route Stewart-Cassiar (en anglais : Stewart-Cassiar Highway, officiellement Highway 37, en français « route 37 », dans chaque province) est une route interprovinciale reliant la ville de Kitimat, au centre-ouest de la Colombie-Britannique, sur la côte pacifique à Upper Liard au Yukon. La route traverse, sur plus de 870 km (541 mi), la chaîne Côtière et les montagnes Intérieures, en passant par plusieurs vallées fluviales dont celles des fleuves Skeena et Nass.
La route 37 est, avec la route de l'Alaska, l'une des deux seules routes notables à relier la Colombie-Britannique au Yukon et par extension à l'Alaska. Elle agit comme un axe important, nord-sud, qui relie les communautés isolées du nord du district régional de Kitimat-Stikine, comme Dease Lake, ou bien Stewart et Telegraph Creek, à la Terrace, la capitale du district. Elle se connecte à la route transcanadienne 16 au sud et à plusieurs routes de desserte locale. Ainsi, malgré son nom, la route ne relie pas directement Stewart et le village fantôme de Cassiar.
Elle traverse des étendues sauvages en forêt boréale, mais très peu de villages. Les passages d'animaux sont fréquents à partir de Kitwanga, et il est possible de rencontrer des ours noirs, des lynx, loups, grizzlis ou encore des élans, surtout durant l'été.

## Histoire
La route traverse une région isolée, mais qui a une certaine histoire ayant entraîné la construction de la route. Dès 1700, des marchands russes arrivent dans la région et commencent à commercer, principalement des peaux d'eulakane, du cuivre natif, de l'obsidienne et des pots en fer et des fourrures. Ce n'est qu'au XIXe siècle, marqué par le commerce de la fourrure, que l'on voit d'abord les peuples locaux (Haïdas, Tlingits) étendre le contrôle de leur territoire avec le commerce de la fourrure avec les européens. Les sentiers deviennent alors des artères de commerce, comme sur les rives du fleuve Skeena. Contrairement à d'autres peuples autochtones, ils ne subissent pas d'esclavage ou de massacres, mais les maladies amenées par les européens finissent par les décimer. La Compagnie de la Baie d'Hudson prend alors le relais pour le commerce de fourrure, et les Européens en profitent pour étendre leur domination sur ses terres.
Le milieu du XIXe est quant à lui marqué par la ruée vers l'or. Les sentiers des caribous et des autochtones sont alors empruntés par des prospecteurs à la recherche d'or, fondant les villages de la région comme Terrace ou Watson Lake. Alors que les colons se sont d'abord contentés des rives des grands fleuves — le Mackenzie ou le Skeena —, ils ont ensuite poussé plus loin dans les forêts.
La route n'est alors pas construite, mais plusieurs portions de chemins de gravier existent déjà, liant certaines communautés. Ce n'est qu'en 1959 qu'il est décidé de lier les différentes communautés de la zone ainsi que les mines qui fonctionnaient alors dans la région. Ainsi, la portion entre Cassiar et la route de l'Alaska est prolongée vers le sud et atteint partiellement, en 1968, Meziadin Junction, permettant le lien à la route 37A construite en même temps allant vers Stewart et Hyder. En même temps, la route est construite depuis la route 16 (route Yellowhead) vers Meziadin Junction, ce qui sera complété en 1972. Il ne reste alors qu'un chaînon manquant de quelques kilomètres dans une section entre Meziadin Junction et Iskut. Jusqu'en 1975, les travaux se poursuivent, avec la finalisation du chaînon manquant ainsi que d'un pont à Kitwanga sur le fleuve Skeena. La route est alors complétée le 22 novembre 1975, mais de nombreuses portions sont alors encore en gravier. Ceux-ci seront par la suite asphaltés.

## Conditions
La route est asphaltée sur la grande majorité du tracé depuis son ouverture, mais il existe cependant des sections en gravier. La route compte une voie dans chaque direction. Elle est plus étroite et sans glissières de sécurité, rendant la route dangereuse dans certains virages en lacets. Enfin, les traversées d'animaux sont monnaie courante sur la route, et les stations-service sont peu nombreuses,.

## Distances
| Section           | km  | Miles |  |
|                   |     |       |  |
| Kitimat           | 0   | 0     |  |
| Terrace           | 52  | 32    |  |
| Kitwanga          | 148 | 92    |  |
| Meziadin Junction | 288 | 178   |  |
| Iskut             | 557 | 346   |  |
| Dease Lake        | 639 | 397   |  |
| Jade City         | 752 | 466   |  |
| Good Hope Lake    | 777 | 482   |  |
| Route de l'Alaska | 874 | 543   |  |
|                   |     |       |  |
| Total             | 874 | 543   |  |

## Description du tracé

### De Kitimat à Terrace (Kitimat Terrace Highway)
L'itinéraire commence à Kitimat, ville située à l’entrée du canal Douglas, un fjord qui fait 90 km (56 mi) jusqu’à l’océan. La route part alors à l'opposé du fjord, en suivant la rivière Kitimat, et la traverse au 25e kilomètre, puis 15 km (9 mi) plus loin, la route longe le lac Lakelse et le parc provincial du même nom, et franchit ensuite la limite du bassin versant entre la rivière Kitimat et le fleuve Skeena. La route arrive alors à Terrace, longeant son aéroport, puis débouchant sur un carrefour giratoire sur la route 16. La ville de Terrace est la plus grande ville que croise la route, ville entourée par les parcs provinciaux de Hai Lake–Mount Herman, de Sleeping Beauty Mountain et de la rivière Gitnadoiks. La route se situe alors sur la rive du fleuve Skeena, et est entourée par les montagnes de la chaîne côtière, dont les chaînons Kitimat à l'ouest, avec le mont Valpy et à l'est les chaînons Hazelton.

Kitimat Terrace Highway
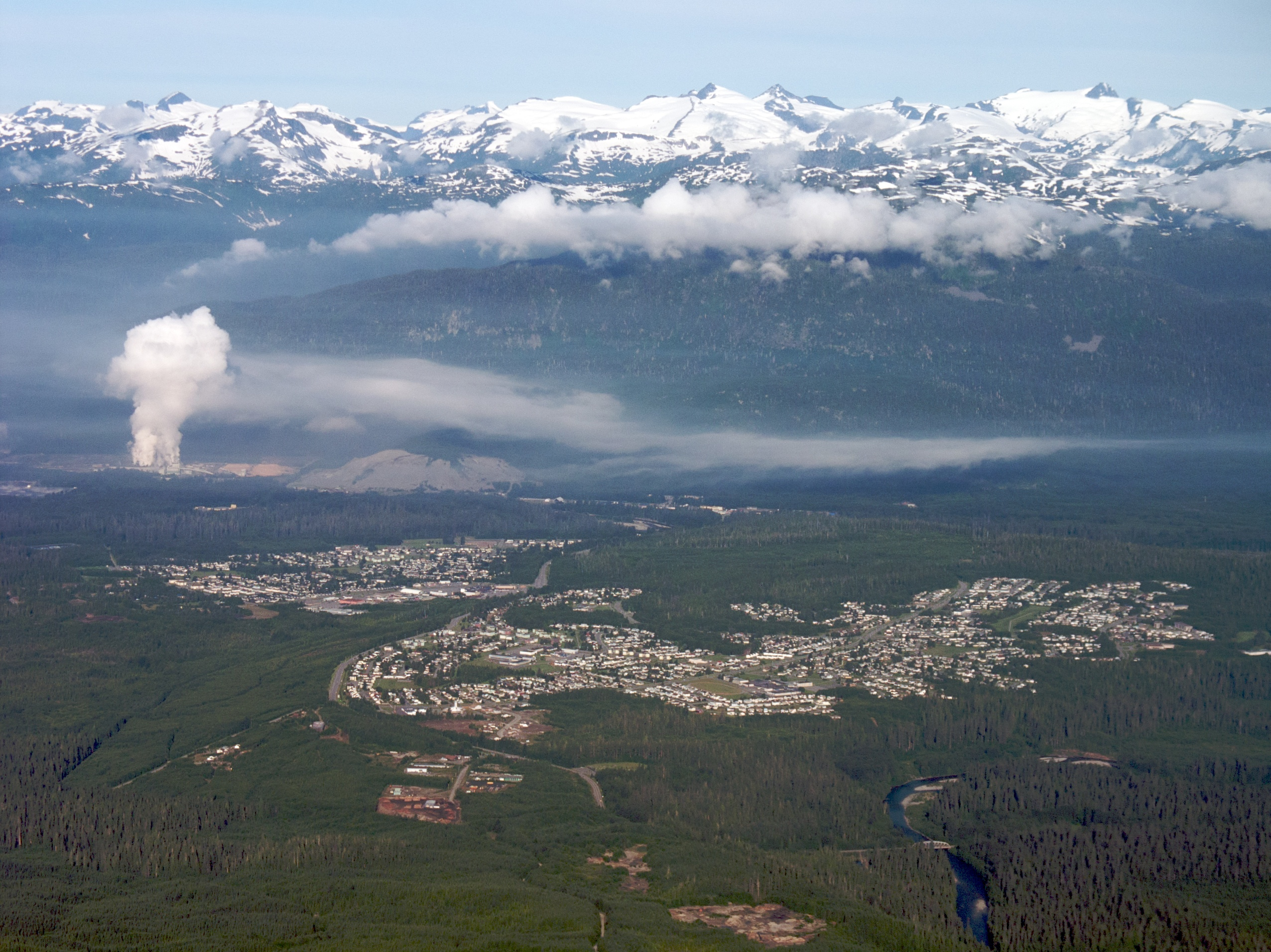
La route en quittant Kitimat qui s'enfonce dans la forêt.
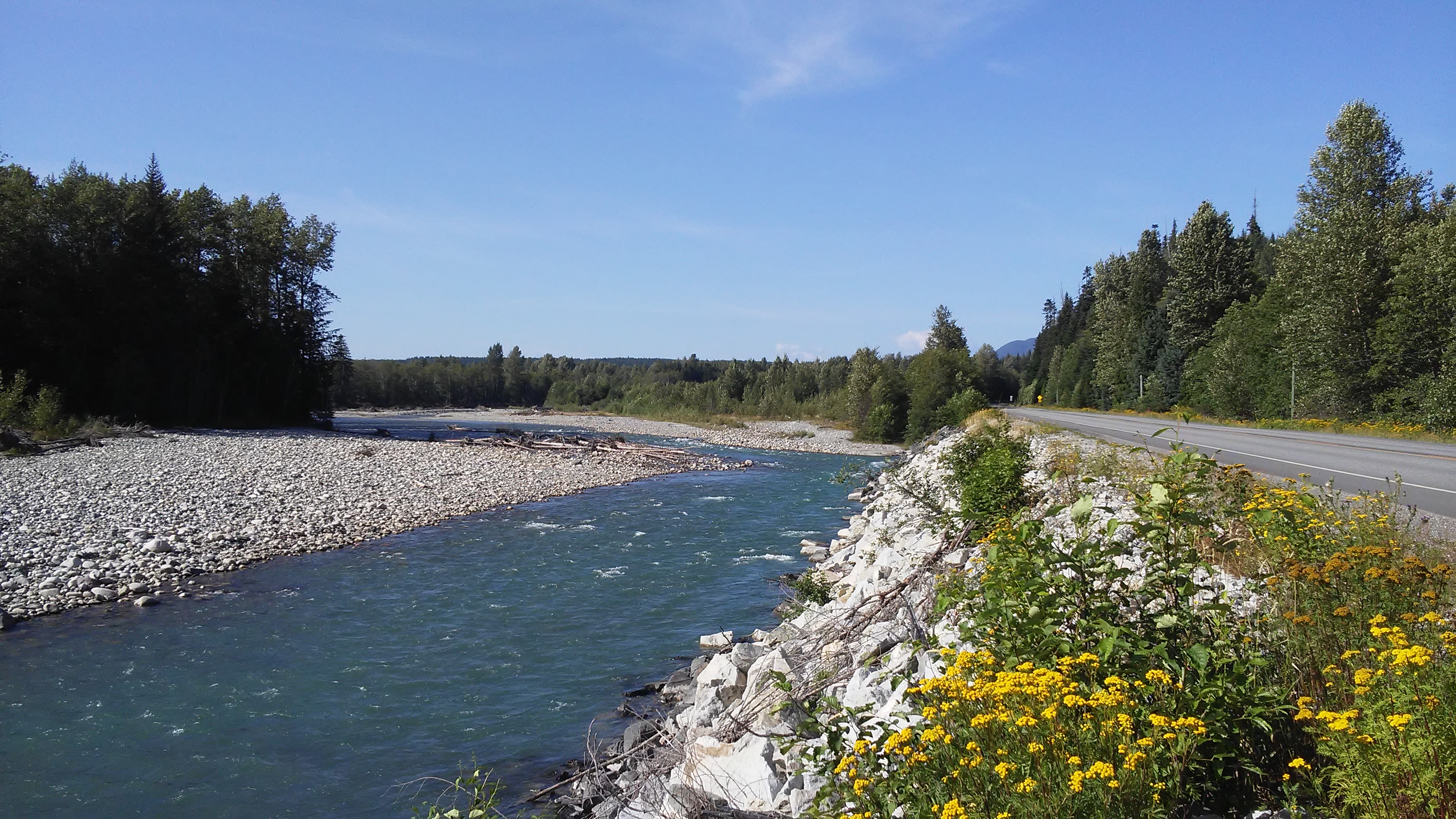
La route en quittant Kitimat longeant la rivière du même nom.
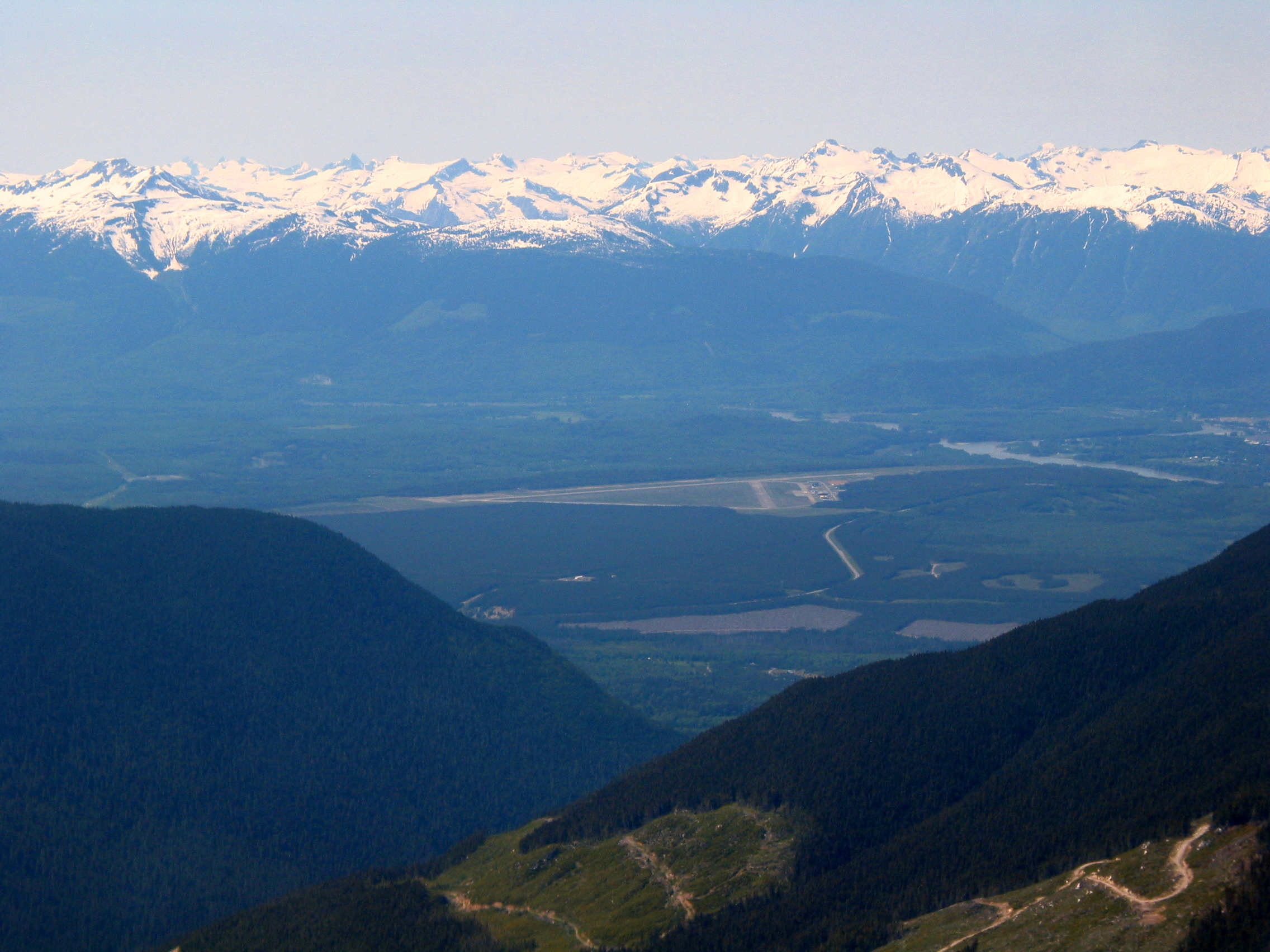
La route en arrivant à Terrace avec, au premier-plan, l'aéroport

### Chevauchement avec la Route 16 (Skeena highway)
La route suit alors le même tracé que la route 16, en longeant la rive gauche du fleuve Skeena. Elle traverse alors de nombreux villages et hameaux, souvent habités par les premières nations. Elle traverse d'abord la rivière Zymoetz, passe par le village de Kitselas et emprunte le Kitselas Canyon, passage serré de la rivière entre les montagnes. Avant d'arriver à Usk la route franchit la rivière Kleenza et le parc provincial du même nom, puis passe par les hameaux de Pacific, où elle est dominée par le Legate Peak, Doreen, Cedarvale et Woodcock. Entre Doreen et Cedaravale, elle passe à nouveau par des gorges. La route longe alors sur sa droit le parc provincial de Seven Sisters avec les sommets du même nom. Elle est aussi surplombée à sa gauche par pic Orion. Au kilomètre 148, la route tourne vers Kitwanga, et quitte la partie commune avec la route 16, laquelle se dirige vers Smithers et l'Alberta. Cette section entre Terrace et Kitwanga fait partie de la route des larmes, où de nombreuses disparitions ou meurtres ont eu lieu.

Skeena Highway
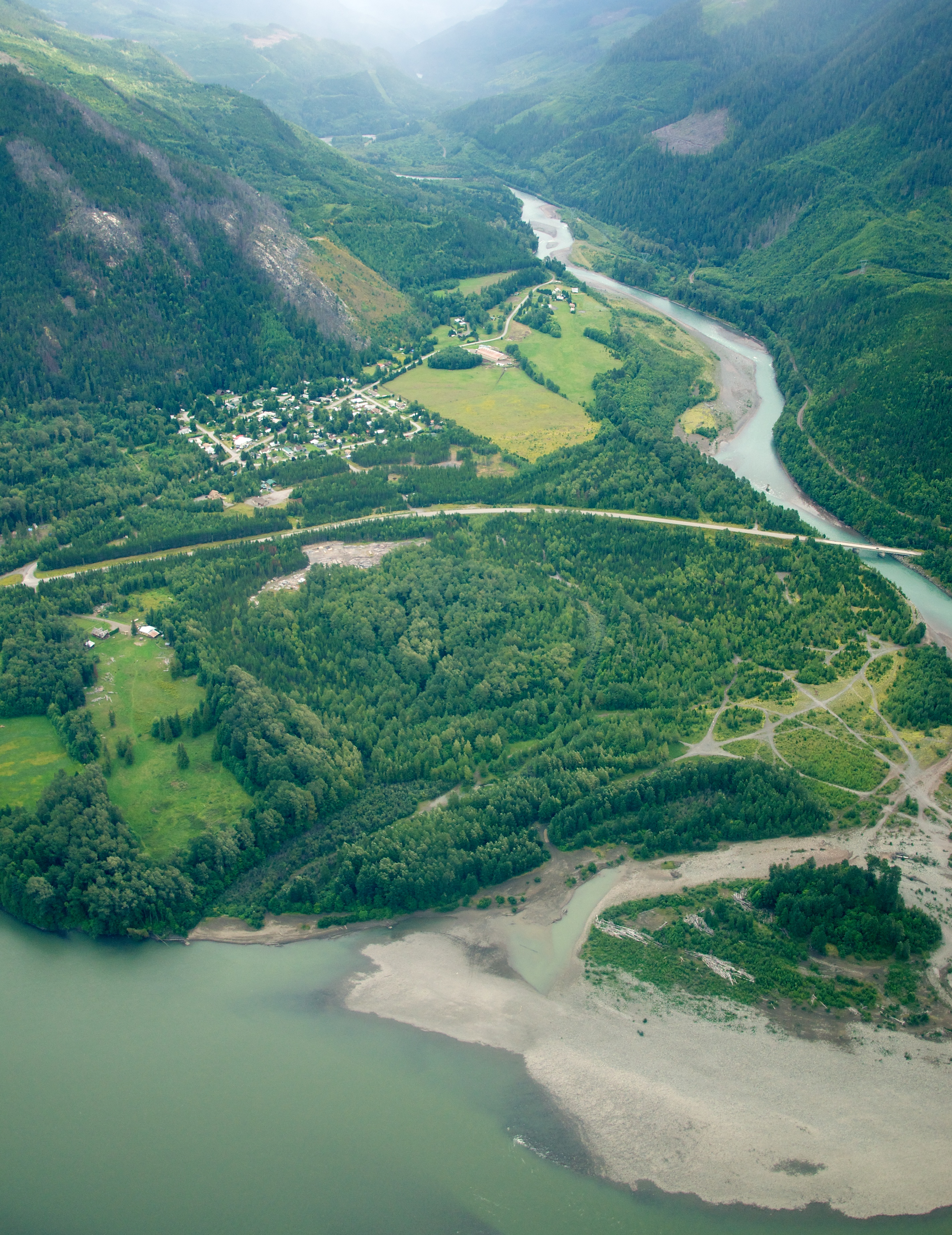
La route au-dessus de la rivière Zymoetz.
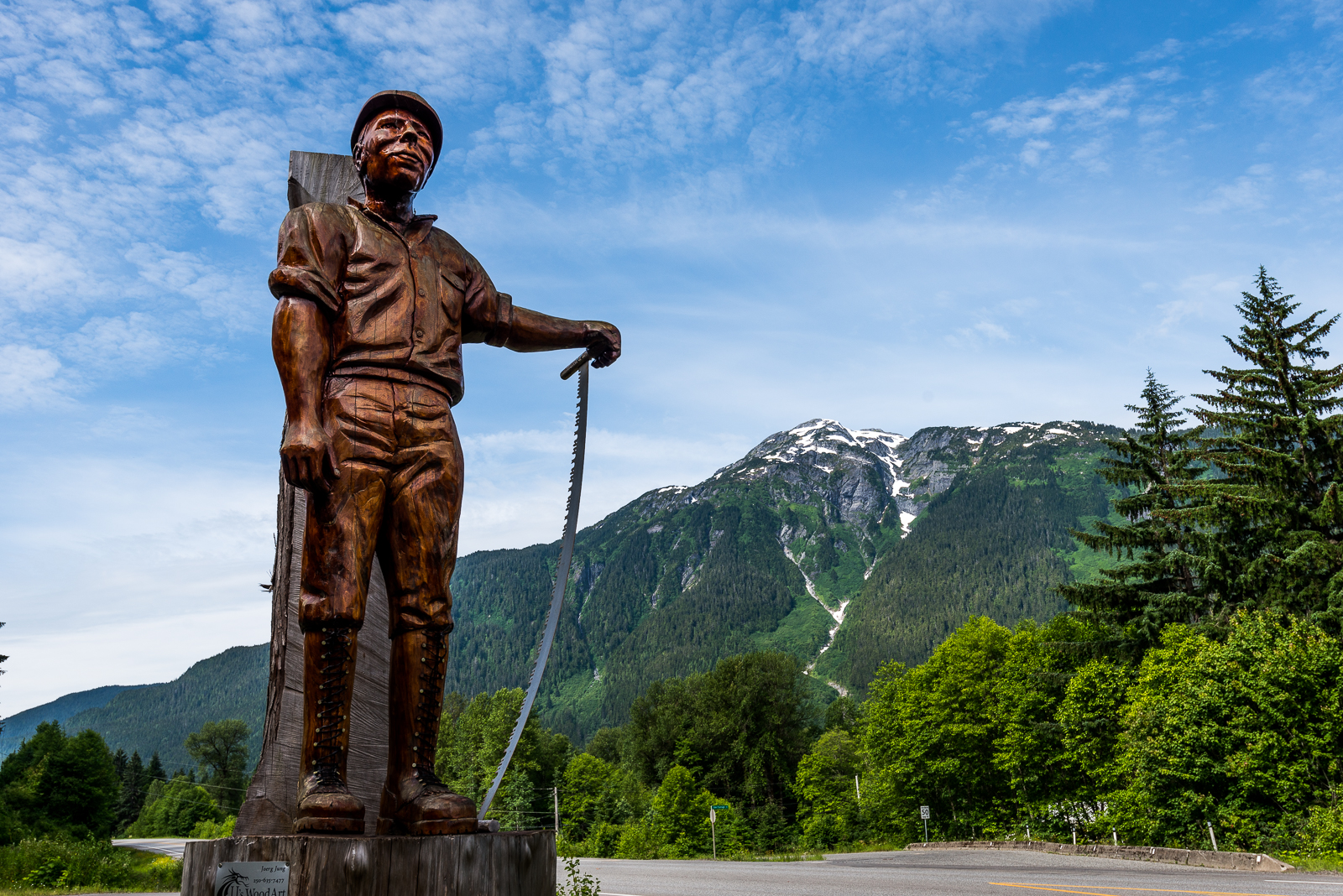
Statue au bord de la route à Usk
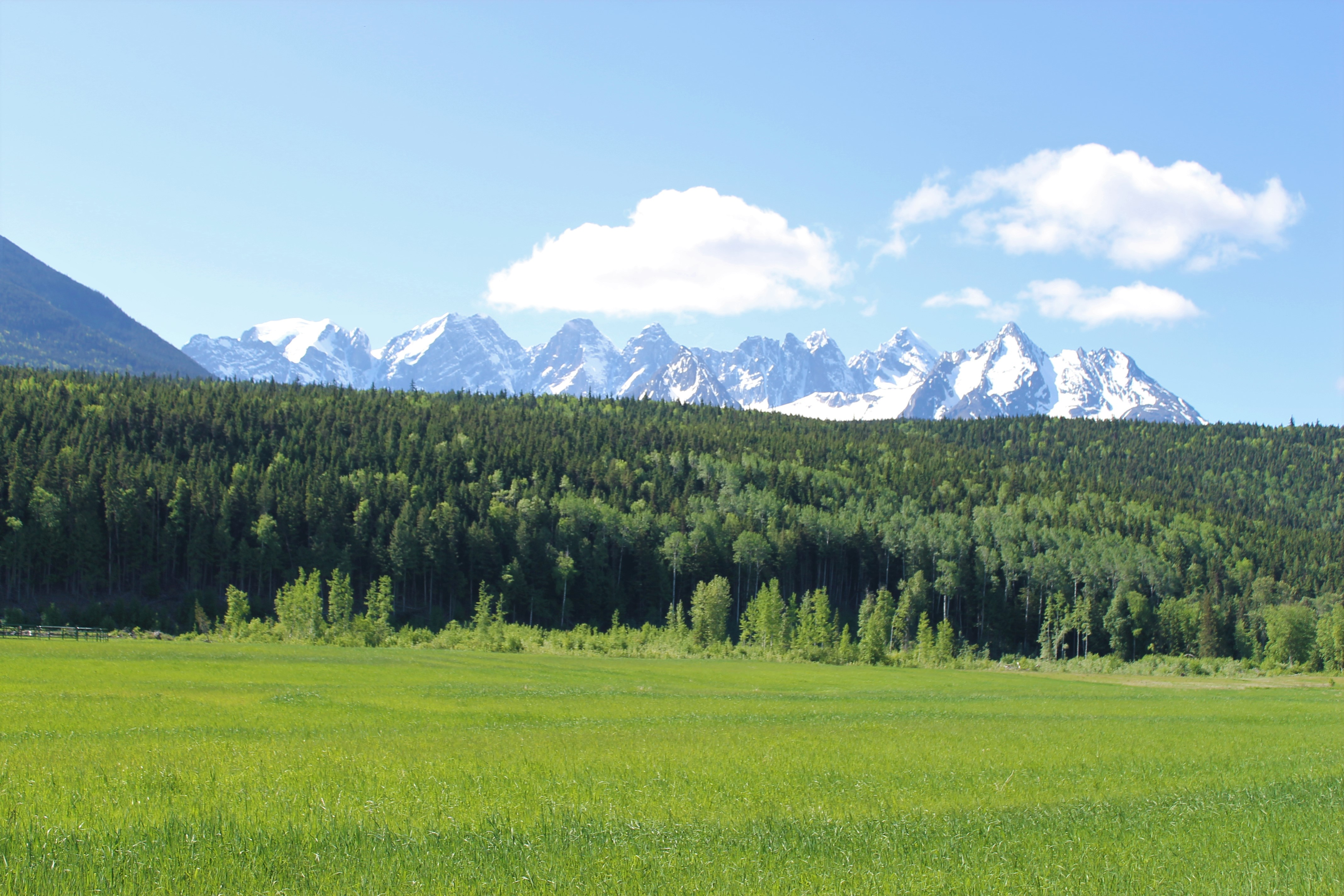
Les Seven Sisters depuis la route

### De Kitwanga à Dease Lake (Dease Lake Highway)
La route bifurque alors vers le nord, franchit le fleuve Skeena et passe par le village de Kitwanga. Là, elle longe le Gitwangak Battle Hill National Historic Site, l'église anglicane St. Paul's ainsi que de nombreux totems bordant la route. La route entre alors en pays gitksan et longe la rivière Kitwanga sur sa rive gauche. Près de 30 km (19 mi) après Kitwanga, elle passe à côté du village de Gitanyow. Durant cette partie, la route longe à sa gauche le parc provincial du mont Kitwanga. La route de Dease Lake (Dease Lake Highway) continue son chemin et peu après Gitanyow, elle longe le lac Kitwancool. La route ne croise aucune agglomération sur 50 km (31 mi), jusqu'à Cranberry Junction, où elle rejoint la route forestière du Nass (Nass Forest Service Road), une route gravelée étroite qui mène au pays nisga'a. La route continue vers le nord et rejoint le fleuve Nass sur sa gauche. Sur sa droite se trouve le parc provincial du lac Swan et de la rivière Kispiox. Le paysage se compose alors de forêts boréales, parsemées de clairières avec les montagnes intérieures en arrière-plan de chaque côté, dont le pic Lavande à l'ouest. Peu après le kilomètre 288, elle franchit le fleuve Nass, sur un pont en bois pour longer l'émissaire du lac Meziadin puis le lac lui-même ainsi que le parc provincial du même nom. La route parvient alors à Meziadin Junction, un camp de travailleurs avec une station-service et un bar.
La route bifurque à Meziadin junction. Une branche se détache : la route 37A qui se dirige vers l'ouest, vers Stewart et Hyder. La route est alors dominée par les monts de la chaîne frontalière (Boundary Range), dont le Pattullo et le pic Entrance. Le tronc principal de la route,quant à lui, tourne à droite vers le nord. Il chemine à l'ouest du mont Bell-Irving puis rejoint 30 km (19 mi) au nord de Meziadin junction, la vallée de la rivière Bell-Irving. Il passe non loin du grand lac glaciaire de Browser, du mont Anderson à sa gauche et du pic Delta à sa droite. Il retraverse plus loin la rivière Bell-Irving, passe par le village de Bell II et arrive dans le parc provincial Ningunsaw. La route 37 passe alors un col situé à 657 m (2 156 pi) d'altitude, et redescend ensuite via des gorges étroites. Elle arrive alors dans la vallée de la Ningunsaw et passe à côté du pic éponyme. Elle suit la vallée de l'Iskut, à partir de Bob Quinn, sur 110 km jusqu'à sa source au village d'Iskut sur le lac Kluachon. Une trentaine de kilomètres avant d'arriver à Iskut, elle passe le parc provincial du lac Kinaskan puis longe le lac éponyme suivi des lacs Tatogga et Eddontenajon.
Le village d'Iskut sert de point de départ de nombreuses expéditions touristiques. La route traverse un peu après le village un col à 1 069 m (3 507 pi) d'altitude et redescend dans la vallée du fleuve Stikine, qu'elle franchi. Elle a alors sur sa gauche le chaînons des Trois Sœurs et 50 km (31 mi) plus loin, après un autre col, la route arrive à Dease Lake. Elle y rejoint la route menant à Telegraph Creek, Glenora et au canyon du Stikine.

Skeena Highway
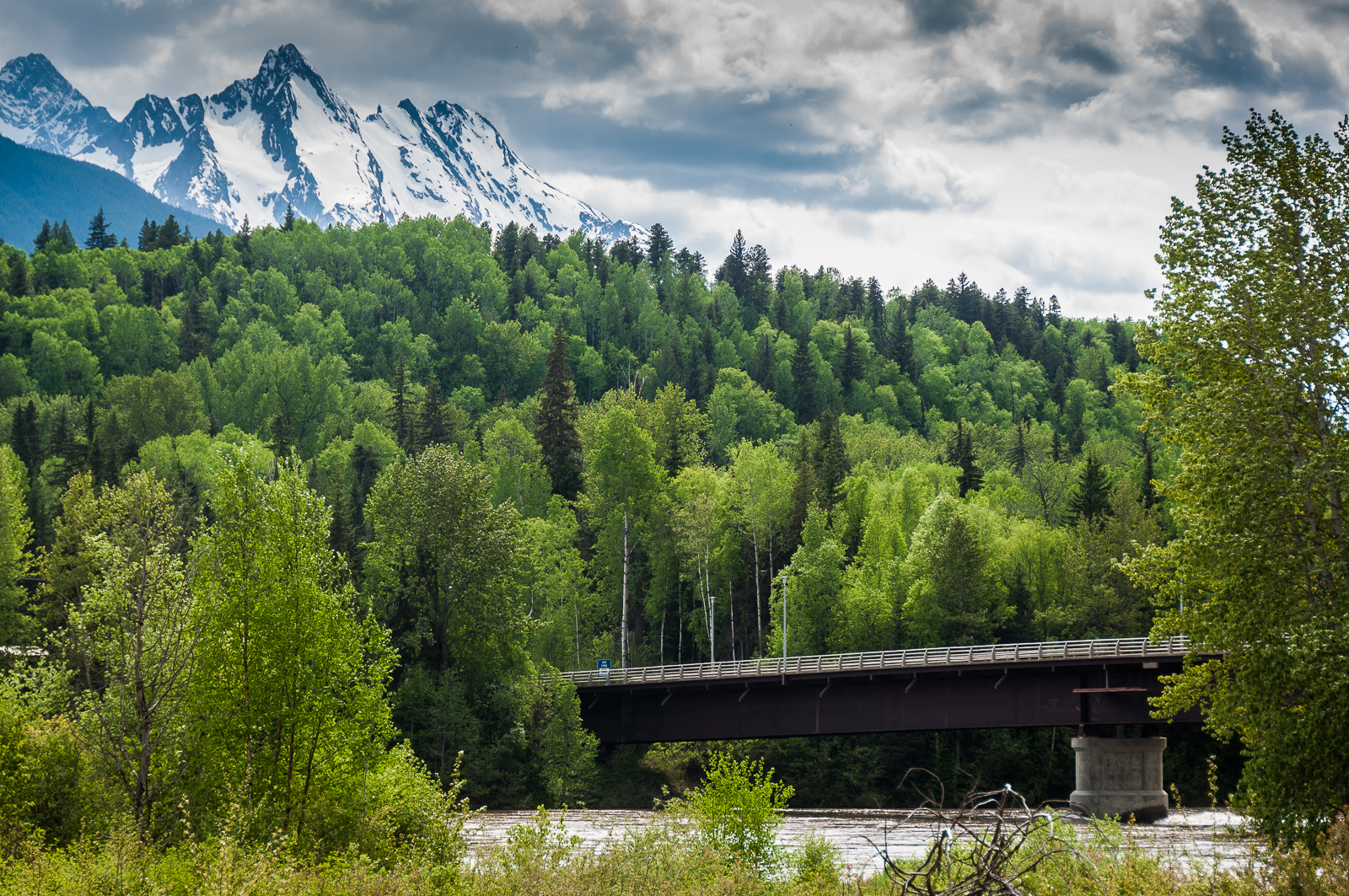
Pont sur le fleuve Skeena.
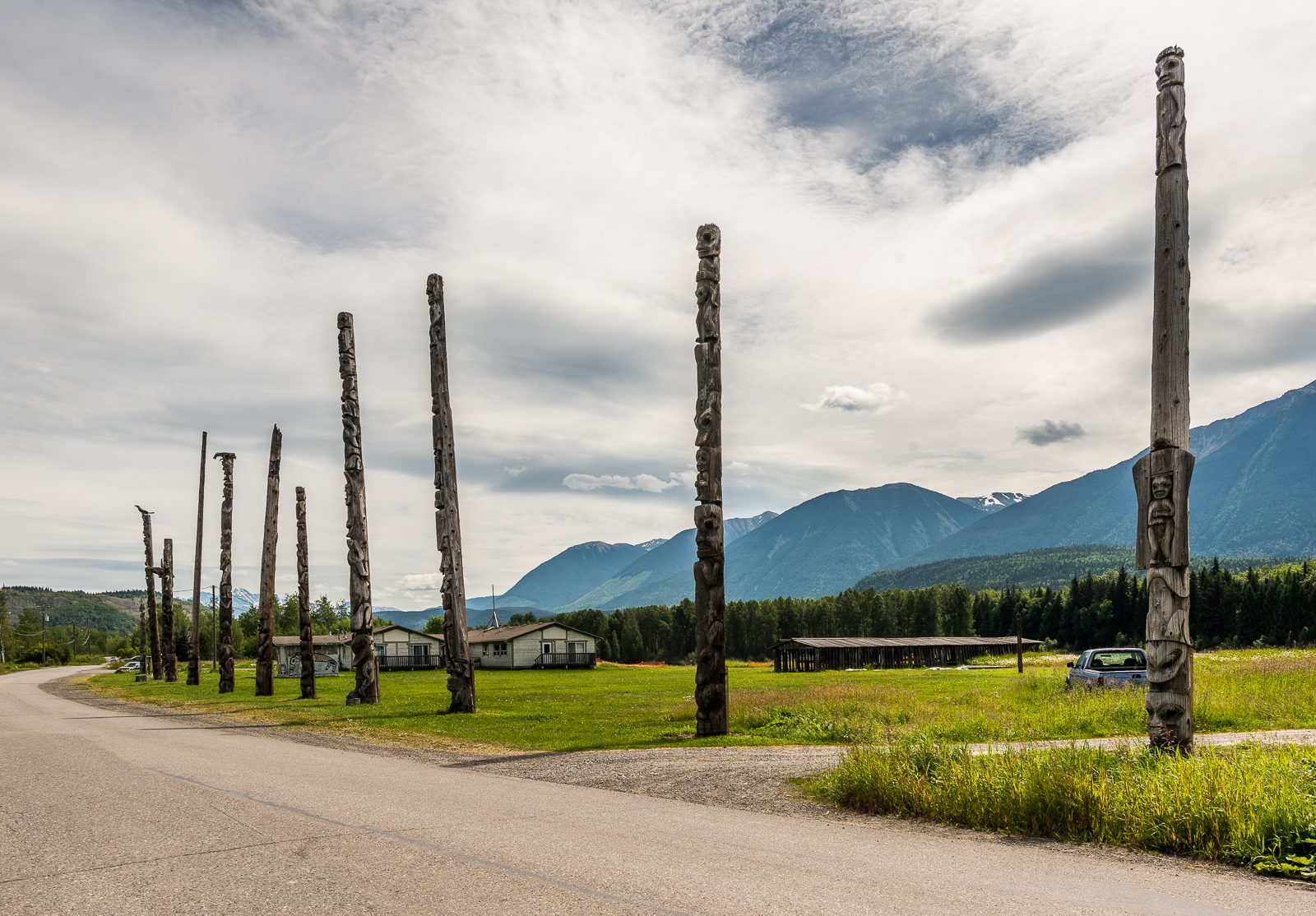
Totems à Kitwanga.
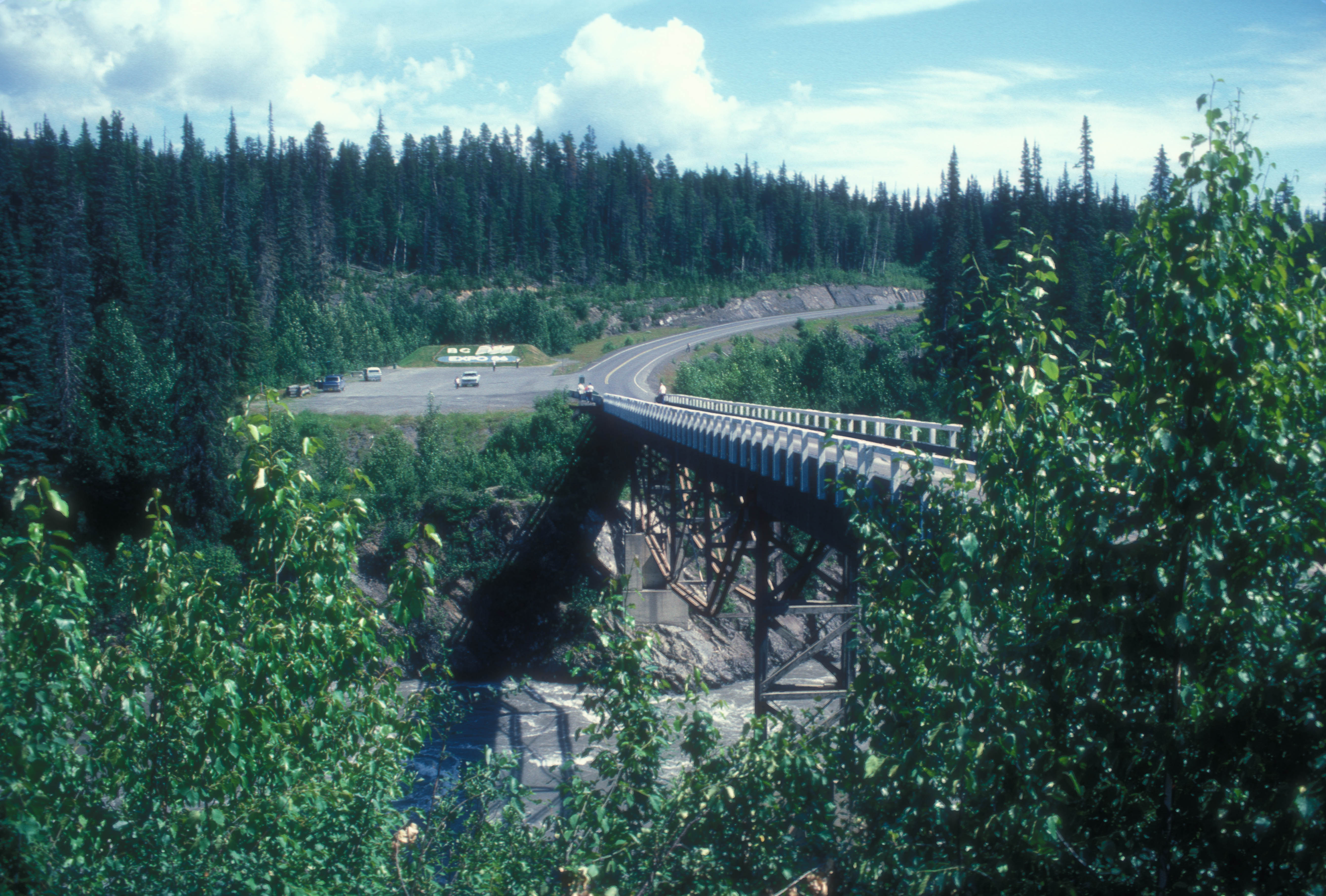
Pont sur le fleuve Nass.

### De Dease Lake à la Route de l'Alaska (Stikine Highway)
La route quitte Dease Lake et, quelques kilomètres plus loin, elle longe le lac de Dease sur plus de 40 km (25 mi). Elle entre alors dans la chaîne des Cassiars, et longe la rivière Dease. Plus loin, elle traverse, la rivière Dease et reprend son itinéraire vers le nord, traversant à nouveau des vallées encaissées. Elle longe plusieurs petits lacs et, au kilomètre 752, elle traverse le lieu-dit de Jade City, petit village nommé à cause des nombreux gisements de jade dans les environs. D'ailleurs, peu après le village, la route croise un chemin menant vers le village fantôme de Cassiar, où ce minerais était extrait. La route continue son chemin dans la vallée encaissée, et après avoir longé le village fantôme de Centreville, elle arrive à Good Hope Lake, une communauté de premières nations. Elle rencontre par la suite le lac du même nom, et après avoir passé un col à 796 m (2 612 pi) d'altitude, la route redescend vers le parc provincial et le lac Tā Ch'ilā (aussi connu sous le nom lac Boya). De là, elle retrouve la vallée de la rivière Dease, bien plus grande, avec à l'est le chaînon Horseranch. Une fois ce chaînon passé, la route traverse le plateau de Dease et après avoir passé la frontière entre le Yukon et la Colombie-Britannique au kilomètre 871, il reste à la route plus que 3 kilomètres avant d'arriver à une intersection avec la route 1 (route de l'Alaska) près d'Upper Liard, marquant la fin de la route Stewart-Cassiar.

Skeena Highway
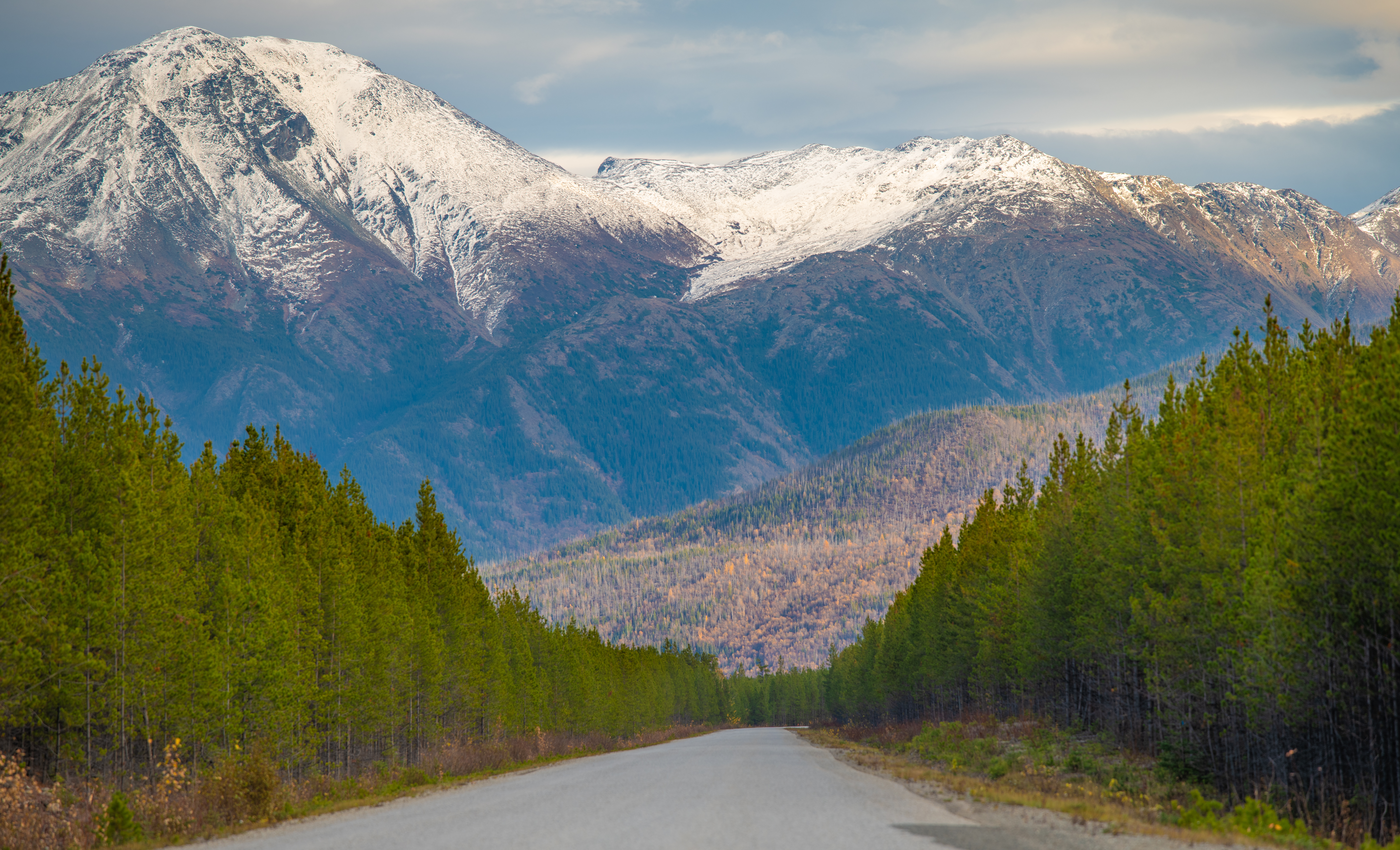
La route dans la chaîne des Cassiars
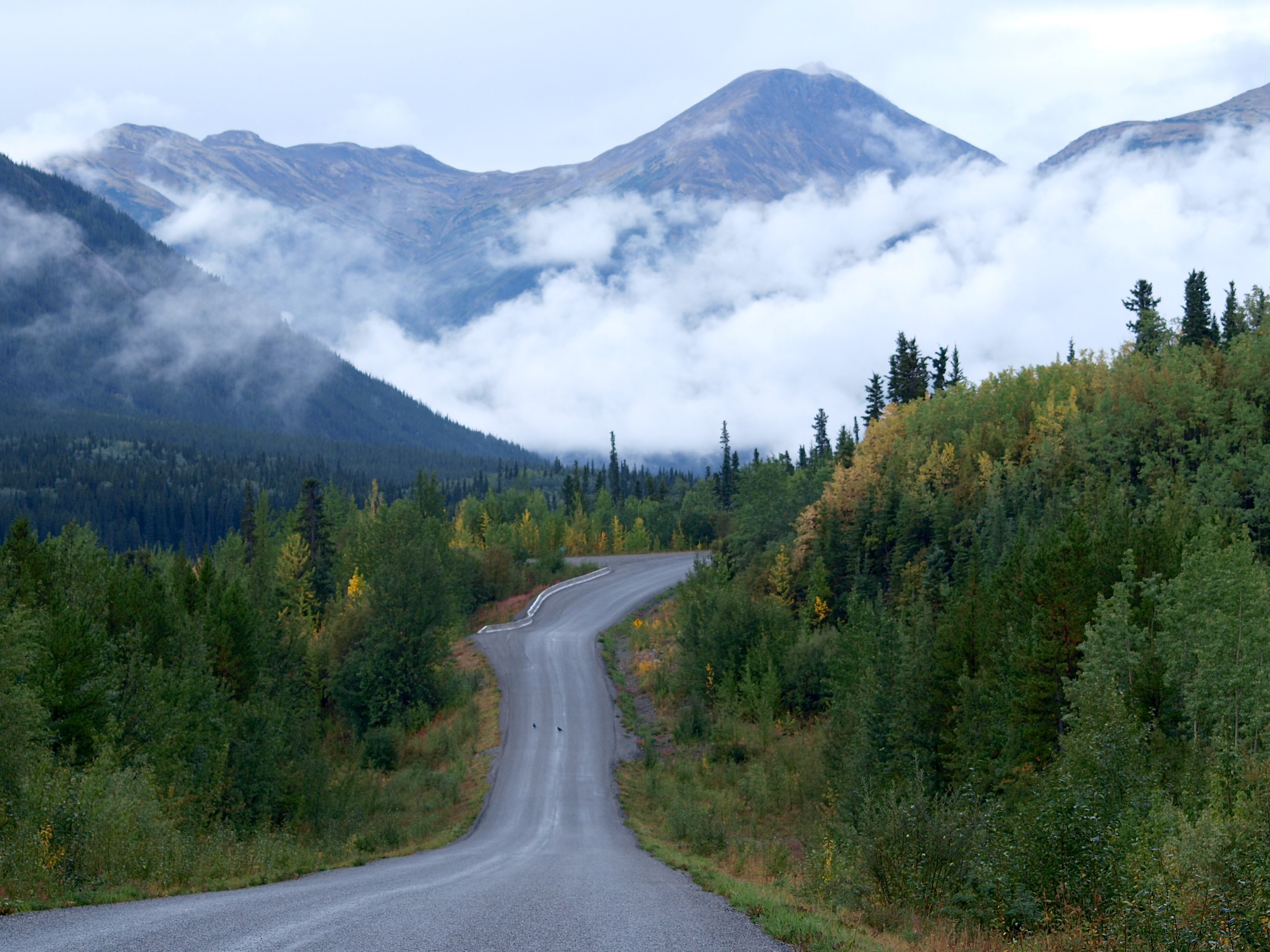
La route près de Good Hope Lake
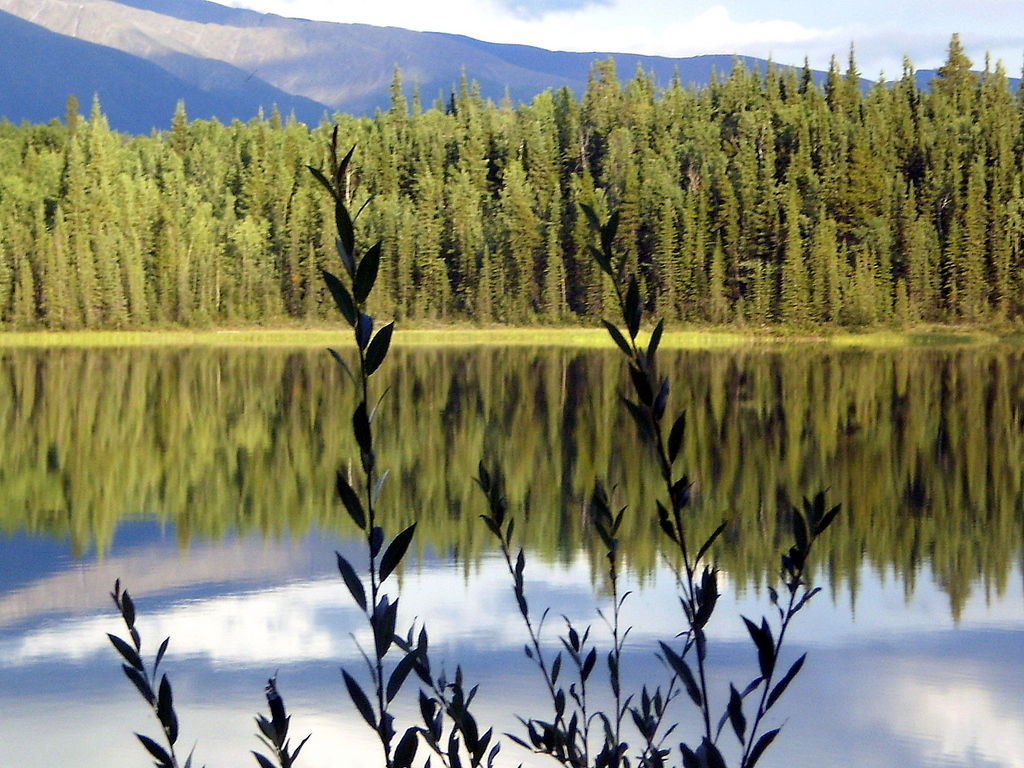
Lac Tā Ch'ilā

## Intersections majeures
| District régional                             | Localité                             | km                           | Destinations                                                                             | Notes                                                        |
| --------------------------------------------- | ------------------------------------ | ---------------------------- | ---------------------------------------------------------------------------------------- | ------------------------------------------------------------ |
| Kitimat-Stikine                               | Kitimat                              | 0,00                         | Haisla Boulevard                                                                         |                                                              |
| Kitimat-Stikine                               | Kitimat                              | 0,00                         | Nalabila Boulevard, Kitimaat Village Road – Kitamaat Village                             |                                                              |
| Kitimat-Stikine                               |                                      | 24,92                        | Traverse la rivière Kitimat                                                              | Traverse la rivière Kitimat                                  |
| Kitimat-Stikine                               | Terrace                              | 57,70                        | BC-16 ouest – Prince Rupert                                                              | Terminus sud du multiplex avec la BC-16; carrefour giratoire |
| Kitimat-Stikine                               | Kitwanga                             | 148,30                       | BC-16 est – Prince George                                                                | Terminus nord du multiplex avec la BC-16                     |
| Kitimat-Stikine                               | Kitwanga                             | 148,50                       | Traverse le fleuve Skeena                                                                | Traverse le fleuve Skeena                                    |
| Kitimat-Stikine                               | Cranberry Junction                   | 223,85                       | Route forestière du Nass, vers le sud – Gitlaxt'aamiks, Nass Camp, Nisga'a Lava Bed Park | Terminus nord de la route forestière du Nass                 |
| Kitimat-Stikine                               | Meziadin Junction                    | 304,57                       | BC-37A, vers l'ouest – Stewart, Hyder                                                    | Terminus est de la BC-37A                                    |
| Kitimat-Stikine                               |                                      | 336,81                       | Traverse la rivière Bell-Irving                                                          | Traverse la rivière Bell-Irving                              |
| Kitimat-Stikine                               | Bell II                              | 400,20                       | Traverse la rivière Bell-Irving                                                          | Traverse la rivière Bell-Irving                              |
| Kitimat-Stikine                               |                                      | 588,22                       | Traverse le fleuve Stikine                                                               | Traverse le fleuve Stikine                                   |
| Kitimat-Stikine                               | Dease Lake                           | 639,34                       | Boulder Street – Telegraph Creek                                                         |                                                              |
| Région Stikine (non-organisé)                 | Pas d'intersections majeures         | Pas d'intersections majeures | Pas d'intersections majeures                                                             | Pas d'intersections majeures                                 |
| Frontière Colombie-Britannique–Yukon          | Frontière Colombie-Britannique–Yukon | 871,37                       | Terminus nord de la BC-37 • Terminus sud de la route 37                                  | Terminus nord de la BC-37 • Terminus sud de la route 37      |
| Frontière Colombie-Britannique–Yukon          | Frontière Colombie-Britannique–Yukon | 0,00                         | Terminus nord de la BC-37 • Terminus sud de la route 37                                  | Terminus nord de la BC-37 • Terminus sud de la route 37      |
| Territoire non organisé                       | Territoire non organisé              | 3,39                         | Route 1 (Route de l'Alaska) – Whitehorse, Watson Lake                                    |                                                              |
| - Terminus de multiplex - Transition de route |                                      |                              |                                                                                          |                                                              |